# Åke Söderbom
Åke Helgesson Söderbom, född 24 augusti 1909 i Kungsholms församling i Stockholms stad, död 19 januari 2002 Falkenbergs församling i Hallands län, var en svensk militär.

## Biografi
Åke Söderbom var son till Helge Söderbom och Helga Kjöllerström. Söderbom avlade studentexamen vid Högre latinläroverket å Norrmalm i Stockholm 1928. Han avlade officersexamen vid Krigsskolan 1931 och utnämndes samma år till fänrik vid Älvsborgs regemente, där han befordrades till underlöjtnant 1933 och senare till löjtnant. Åren 1935–1937 studerade han vid Krigshögskolan och därefter gick han också en kurs i militärförvaltning. Han befordrades till kapten i Intendenturkåren 1940, överfördes till Generalstabskåren 1941, var chef för Mobiliseringsdetaljen vid Arméstaben 1941–1942, var sakkunnig i 1941 års försvarsutredning, var chef för Sektion 1 vid staben i I. militärområdet 1942–1944 och var detaljchef i Personalavdelningen i Arméstaben 1944–1945. I slutet av beredskapstiden på vintern och våren 1945 var han sambandsofficer vid Danska brigaden i Sverige och han följde brigaden när den transporterades över Öresund och lastade ur i Helsingör den 5 maj 1945. Han var 1945–1947 sakkunnig i 1945 års försvarskommitté, vars förslag till minskning av organisationen inte genomfördes med anledning av kalla kriget.
Åren 1947–1950 tjänstgjorde han vid Västernorrlands regemente, där han 1949 utnämndes till major och stabschef. Han överfördes 1950 till Generalstabskåren, var militärassistent vid Civilförsvarsstyrelsen 1950–1955 och var sakkunnig i frågor rörande länsstyrelsernas krigsorganisation vid Inrikesdepartementet 1953–1960 samt befordrades 1954 till överstelöjtnant vid Svea livgarde. Han var expert i 1954 års utredning angående totalförsvarets personalbehov samt under en tid även expert vid Beredskapsnämnden för psykologiskt försvar. Åren 1955–1957 var han chef för Armésektionen i Försvarets kommandoexpedition vid Försvarsdepartementet, varefter han 1957–1959 tjänstgjorde vid Svea livgarde. År 1959 befordrades Söderbom till överste och 1959–1964 var han chef för Västerbottens regemente, varefter han 1964–1969 var befälhavare för Uppsala försvarsområde samt Västerås försvarsområde.
Åke Söderbom invaldes 1955 som ledamot av Kungliga Krigsvetenskapsakademien.

### Utmärkelser
- Riddare av Vasaorden, 1948.[8]
- Riddare av Svärdsorden, 1950.[9]
- Kommendör av Svärdsorden, 6 juni 1963.[10]
- Kommendör av första klassen av Svärdsorden, 6 juni 1967.[11]